# Matca
Matca est une commune roumaine située dans le județ de Galați.